# Индохетитска хипотеза
У индоевропској лингвистици термин индохетитски (такође индоанатолски ) односи се на хипотезу Едгара Хауарда Стартеванта из 1926. године да су се анатолски језици можда одвојили од језичког претка праиндоевропског језика знатно раније од одвајања преосталих индоевропских језика. Израз може довести до забуне, јер се префикс Индо- не односи конкретно на индоаријску језичку грану, већ на индоевропску породицу, а део -хетитски односи се на анатолску језичку грану у целини.
Присталице индохетитске хипотезе тврде да је одвајање могло претходити ширењу преосталих грана за чак неколико миленијума, вероватно већ 7000. п. н. е. У том контексту, прајезик пре одвајања анатолског назвао би се праиндохетитским, а прајезик преосталих грана, пре следећег одвајања, вероватно тохарског, прандоевропски ( ПИЕ). Ово је питање терминологије, с обзиром да хипотеза не оспорава генетску повезаност анатолске гране са индоевропским језицима, већ само наглашава величину претпостављеног временског раскорака у њиховом рачвању.
Према Крегу Мелчерту, тренутно је најпопуларнија претпоставка да се праиндоевропски развио, па да су се „праисторијски говорници“ анатолског језика изоловали „од остатка говорне заједнице ПИЕ, те да нису учествовали у неким заједничким иновацијама." Хетитски, као и његови анатолски рођаци, одвојили су се од праиндоевропских у раној фази, чиме су сачували архаизме који су касније изгубљени у другим индоевропским језицима.

## Лингвистика
Традиционално у индоевропској лингвистици постоји утемељена представа о томе како се анатолска грана издвојила раније од осталих грана. У оквиру курганске хипотезе, процењује се да се раздвајање догодило око 4000. п. н. е.
Неке основне заједничке одлике, попут аориста (који означава радњу без осврта на трајање или завршетак), са свршенoм активном речцом -с причвршћеном за основу, повезују анатолске језике више са југоисточним језицима као што су грчки и јерменски, и са тохарским . 
Карактеристике као што су недостатак женског рода у деклинацијама именских речи, подела између „живог“ oпштег рода (мушки + женски) и „неживог“ средњег рода, редуковани број самогласника, тежња ка већој једноставности падежног система, нешто мање типичан индоевропски вокабулар и друге упечатљиве особине тумаче се наизменично као архаичне заоставштине, као језгро будућег развоја или само као последице дугорочног додира са типолошки другачијим језицима у у окружењу, или успут или након њиховог доласка у Анатолију . У корист индохетитске хипотезе сведочи и сама индоевропска пољопривредна терминологија очувана у Анатолији, која се иначе сматра колевком пољопривреде, и  ларингеална теорија која претпоставља постојање једног или више додатних спиранта или плозива код индоевропског језичког претка који је запажен само у хетитском језику, док ван анатолске гране постоји само у траговима.
Међутим, генерално се сматра да ова хипотеза приписује превелики значај доказима пронађеним у анатолским језицима и још 1938. године је показано да би анатолска група требала бити постављена на исти ниво као и друге индоевропске подгрупе, а не као равна праиндоевропскoм . Према другом становишту, анатолска подгрупа напустила је индоевропског језичког претка релативно касно, приближно у исто време када и индоирански, а касније и од грчког или јерменског огранка. Треће становиште, посебно распрострањено у такозваној француској школи индоевропских студија, сматра да постојеће сличности у несатемским језицима уопште - укључујући анатолски - могу бити резултат њихове периферне локације на индоевропском језичком подручју и раних издвајања, уместо да указује на посебан однос језичких предака.

## Истрага
Недавни прорачуни подгрупа индоевропских грана применом методе која узима у обзир дистрибуцију ПИЕ глагола (SLR-D) искључују рано издвајање анатолских језика и дају резултате који генеалошко издвајање анатолског (и тохарског) смештају у новију групацију заједно са грчким, албанским и јерменским, у једну грану заједно са индоиранским, али на удаљености од генеалошких издвајања балтословенских, итало-келтских и германских која се налазе у другој грани,  подржавајући заговорнике проширења ИЕ које би било отприлике паралелно са усвајањем металуршке обраде бронзе.
Отуда је кључно питање да ли се анатолска грана одвојила пре почетка бронзаног доба или чак халколитског . Вокабулар ПИЕ обично сведочи о друштву Бронзаног доба, али није јасно да ли то нужно важи за наслеђени речник у анатолској грани. Рано бронзано доба започиње у Анатолији бар на почетку 3. миленијума пре нове ере. На Кавказу бронзано доба почиње отприлике 3300. п. н. е. Могуће је да су праанатолијци били укључени у најранији развој бронзане металургије. У сваком случају, иако би докази да анатолски језик дели заједничку металуршку терминологију са другим гранама били против индохетитске хипотезе, одбацивање вредности ових доказа не идеаутоматски у корист концепта индохетитског, јер би чак и „умерено индо-хетитско“ издвајање око 4000. п. н. е. очигледно претходило бронзаном добу.
Потврђивање теорије састојало би се од идентификовања формално-функционалних структура које се могу кохерентно реконструисати за обе гране, али које би потицале само од формално-функционалне структуре која (а) се разликује од обе или (б) показује доказе о врло раној иновацији у читавој групи. Као пример (а), индоевропски перфективни глаголски подсистем  формално може обухватити хетитски глаголски подсистем на -hi, али функционално не постоји поклапање, па (као што је већ речено) функционални извор мора бити другачији и од хетитског и од индоевропског. Као пример (б), солидно реконструисана индоевропска парадигма деиктичке заменице чији су номинативи једнина *so, * seh₂, *tod упоређивана је са скупом речца које у хетитском означавају клаузуле, а аргумент је да је спајање ових честица са већ познатом индоевропском парадигмом иновација која је настала у тој грани праиндохетитског. 